# Садху
В индуизма садху (на санскрит: साधु sādhu IAST, „Много, много добър, свят човек“) е наименование, използвано за мистиците, аскетите или странстващите монаси и проповедници. Садху са изцяло отдадени на медитация и съзерцание. Те живеят в пълна изолация и отшелничество, в отдаденост на Брахман, за да постигнат мокша, четвъртата и последна цел на живота на индуистите.

## Галерия
- Садху в Индия може да срещнете навсякъде, във всички градове.
- Садху в Храма Пашупатина
- Садху в Катманду
- Садху свири на традиционен инструмент
- Садху в Непал
- Садху в град Пашупатина
- Садху в Катманду